# Robbie Coltrane
Robbie Coltrane, właśc. Anthony Robert McMillan OBE (ur. 30 marca 1950 w Rutherglen, zm. 14 października 2022 w Larbert) – szkocki komik i aktor, znany przede wszystkim z ról Rubeusa Hagrida w cyklu filmów o Harrym Potterze i Valentina Zukovsky’ego w filmach GoldenEye i Świat to za mało.
Ukończył Glasgow School of Art. Od 1989 był mężem Rhony Gemmell, z którą miał syna Spencera (ur. 1992) i córkę Alice (ur. 1998). Para rozstała się w 2004.

## Filmografia

### Filmy fabularne
- 2014: Effie Grey jako lekarz
- 2013: Yes, Prime Minister jako Rory McAlister
- 2012: Merida Waleczna (Brave) jako Lord Dingwall
- 2012: Wielkie nadzieje (Great Expectations) jako pan Jaggers
- 2011: Artur ratuje gwiazdkę (Arthur Christmas) jako Elf dowodzący (głos)
- 2011: Harry Potter i Insygnia Śmierci: Część II (Harry Potter and the Deathly Hallows: Part II) jako Rubeus Hagrid
- 2010: Harry Potter i Insygnia Śmierci: Część I (Harry Potter and the Deathly Hallows: Part I) jako Rubeus Hagrid
- 2009: Harry Potter i Książę Półkrwi (Harry Potter and the Half-Blood Prince) jako Rubeus Hagrid
- 2008: Dzielny Despero (The Tale of Despereaux) jako Gregory (głos)
- 2008: Gooby jako Gooby (głos)
- 2008: Bracia Bloom (The Brothers Bloom) jako Kurator
- 2007: Harry Potter i Zakon Feniksa (Harry Potter and the Order of the Phoenix) jako Rubeus Hagrid
- 2006: Provoked: A True Story jako Lord Edward Foster
- 2006: Alex Rider: Misja Stormbreaker (Stormbreaker) jako Premier
- 2006: Cracker jako dr Eddie 'Fitz' Fitzgerald
- 2005: Harry Potter i Czara Ognia (Harry Potter and the Goblet of Fire) jako Rubeus Hagrid
- 2004: Van Helsing jako pan Hyde
- 2004: Van Helsing: Londyńskie zlecenie (Van Helsing: The London Assignment) jako pan Hyde (głos)
- 2004: Opowieść z życia lwów (Pride) jako James (głos)
- 2004: Ocean’s Twelve: Dogrywka (Ocean’s Twelve) jako Matsui
- 2004: Harry Potter i więzień Azkabanu (Harry Potter and the Prisoner of Azkaban) jako Rubeus Hagrid
- 2002: Harry Potter i Komnata Tajemnic (Harry Potter and the Chamber of Secrets) jako Rubeus Hagrid
- 2001: Harry Potter i Kamień Filozoficzny (Harry Potter and the Sorcerer's Stone) jako Rubeus Hagrid
- 2001: Z piekła rodem (From Hell) jako Peter Godley
- 2000: Nos Aborygena (On the Nose) jako Delaney
- 1999: Świat to za mało (The World Is Not Enough) jako Valentin Dimitreveych Zukovsky
- 1999: List w butelce (Message in a Bottle) jako Charlie Toschi
- 1999: Alicja w Krainie Czarów (Alice in Wonderland) jako Tweedledum
- 1998: Żaby za węże (Frogs for Snakes) jako Al
- 1998: Córka mafii (Montana) jako Szef
- 1998: Odpływ (The Ebb-Tide) jako kapitan Chisholm
- 1997: Kumpel (Buddy) jako dr Lintz
- 1995: GoldenEye jako Valentin Zukovsky
- 1993: Przygody Hucka Finna (The Adventures of Huck Finn) jako Duke
- 1991: Ten papież musi umrzeć (The Pope Must Die) jako papież
- 1991: Alive and Kicking jako Liam Kane
- 1991: Triple Bogey on a Par Five Hole jako Steffano Baccardi
- 1990: Uciekające zakonnice (Nuns on the Run) jako Charlie McManus
- 1990: Małe marzenia, wielkie marzenia (Perfectly Normal) jako Alonzo Turner
- 1989: Ten idiota Bert Rigby (Bert Rigby, You’re a Fool) jako Sid Trample
- 1989: Niech się dzieje co chce (Let It Ride) jako Sprzedawca biletów
- 1989: Henryk V (Henry V) jako Falstaff
- 1989: Danny Mistrz Świata (Danny, the Champion of the World) jako Victor Hazell
- 1988: The Fruit Machine jako Annabelle
- 1988: Opowieść wigilijna Czarnej Żmii (Blackadder's Christmas Carol) jako Duch świąt
- 1986: Caravaggio jako kardynał Borghese
- 1986: Chinese Boxes jako Harwood
- 1986: Absolutni debiutanci (Absolute Beginners) jako Mario
- 1986: Mona Lisa jako Thomas
- 1985: Rewolucja (Revolution) jako New York Burgher
- 1985: Obrona królestwa (Defence of the Realm) jako Leo McAskey
- 1985: W krzywym zwierciadle: Europejskie wakacje (European Vacation) jako mężczyzna w łazience
- 1983: Ghost Dance jako George
- 1983: Krull jako Rhun
- 1983: Luźne związki (Loose Connections) jako Pijany
- 1982: Szpital Brytania (Britannia Hospital) jako Demonstrant
- 1982: Kevin Turvey: The Man Behind the Green Door jako Mick
- 1981: Subway Riders jako detektyw Fritz Langley
- 1980: Flash Gordon jako Pomocnik na lotnisku (niewymieniony w czołówce)
- 1980: Śmierć na żywo (La Mort en direct) jako kierowca limuzyny

### Seriale telewizyjne
- 2002: Still Game jako Davie, kierowca autobusu (gościnnie)
- 1993–1996: Dr Fitz (Cracker) jako doktor Eddie 'Fitz' Fitzgerald
- 1993–2004: Frasier jako Michael Moon (gościnnie)
- 1988: Thompson różne role (gościnnie)
- 1987: French and Saunders jako Big Daddy (gościnnie)
- 1987: Czarna Żmija 3 (Blackadder the Third) jako dr Samuel Johnson (gościnnie)
- 1987: Tutti Frutti jako Big Jazza
- 1983–1984: Alfresco różne role
- 1982–1984: Wiecznie młodzi (The Young Ones) jako Bouncer (gościnnie)
- 1982–2000: The Comic Strip Presents jako Cygan / Właściciel sklepu / Kurt / Desmond / Matka / Szef policji / Gerald / Max / Komandor Jackson / Goldie / Ken / Mówca / Zarran / Arnold Silverstein / Adwokat
- 1980–1983: Keep It In the Family jako pan Conway (gościnnie)
- 1979–1994: Minder jako pan Henry (gościnnie)
- 1972–1985: Are You Being Served? jako Głos w CB-radio

## Nagrody
- 1988 – Nagroda BAFTA dla najlepszego aktora za serial Tutti Frutti
- 1992 – nominacja do Nagrody Genie dla aktora drugoplanowego za film Oh, What a Night
- 1994 – Nagroda BAFTA dla najlepszego aktora za serial Dr Fitz
- 1995 – Nagroda BAFTA dla najlepszego aktora za serial Dr Fitz
- 1996 – Nagroda BAFTA dla najlepszego aktora za serial Dr Fitz
- 2002 – nominacja do nagrody BAFTA dla aktora drugoplanowego za film Harry Potter i Kamień Filozoficzny (Harry Potter and the Sorcerer's Stone)
- 2002 – nominacja do Saturna dla aktora drugoplanowego za film Harry Potter i Kamień Filozoficzny (Harry Potter and the Sorcerer's Stone)